# سانت آنیل د فینسترس
سانت آنیل د فینسترس (به اسپانیایی: Sant Aniol de Finestres) یک شهرستان در اسپانیا است که در کاتالونیا واقع شده‌است.

## خصوصیات
سانت آنیل د فینسترس ۴۷٫۷۳ کیلومترمربع مساحت و ۳۲۷ نفر جمعیت دارد و ۴۱۵ متر بالاتر از سطح دریا واقع شده‌است.